# Парменіон
Парменіон (грец. Παρμενίων) — полководець Філіппа ІІ та Александра Македонського.

## Біографія
Парменіон походив зі македонського шляхетського роду. Вже в добу правління Філіппа випробуваний полководець. Переміг в 356 до н. е. іллірійців, брав в облогу в 347 до н. е. Галос у Фтіотиді, вів з афінянами переговори про мир, а в 342 до н. е. посланий в Евбею проти Еретрії й Орея, щоб там захищати інтереси македонян.
337 до н. е. разом з полководцями Атталом і Амінтом він посланий до Азії, щоб звільнити грецькі міста і приготуватися до війни з персами. 336 до н. е. відкрив військові дії проти персів в Еоліді. Взимку 335—334 до н. е. Парменіон повернувся до Македонії, після боротьби з Атталом, і взяв участь у нараді про новий перський похід. У числі полководців Александра Парменіон був найдосвідченішим.
Коли Александр прибув в Азію, Парменіон був начальником піхоти, а його син Філота — македонської кінноти — гетайрів. Він не радив боротися при Гранику, завоював Фригію і в Гордії з'єднався знову з Александром.
Постійно радячи цареві бути обережним і помірним, Парменіон застерігав його від лікаря Філіппа і неодноразово вмовляв прийняти умови миру, запропоновані перським царем При Арбелі, за його порадою, напали вночі на ворога; в битві він командував лівим флангом, але, імовірно, не виконав у точності своїх обов'язків. Александр хоч і подарував йому розкішний будинок Багоя (Βαγώας), але не взяв його далі з собою, залишивши його намісником в Екбатанах Парменіон засуджував гордість і зарозумілість свого сина Філоти, і як багато знатних македонян, був, імовірно, незадоволений вчинками Александра.
У жовтні 330 до н. е. Філоту звинуватили у змові проти Александра. Змова ця стала результатом невдоволення проти Александра, який ввів перські звичаї і поводився зі своїми полководцями як династ. Під тортурами Філота зізнався у своїх задумах, а також накликав підозри на Парменіона, хоча й заперечував участь батька у змові. Парменіон користувався великим авторитетом серед солдатів, в його руках були війська, царська скарбниця і вміння воювати. Александр вважав небезпечним затягувати справу до суду і послав довірену особу з листами до воєначальників при Парменіоні. Клеандр, стратег при Парменіоні, вбив 70-річного Парменіона, а його голову відіслав Александру. Тіло Парменіона, побоюючись гніву Александра, поховали не одразу, але все ж під тиском солдатів поховали.